# Ascensor funicular de Strépy-Thieu

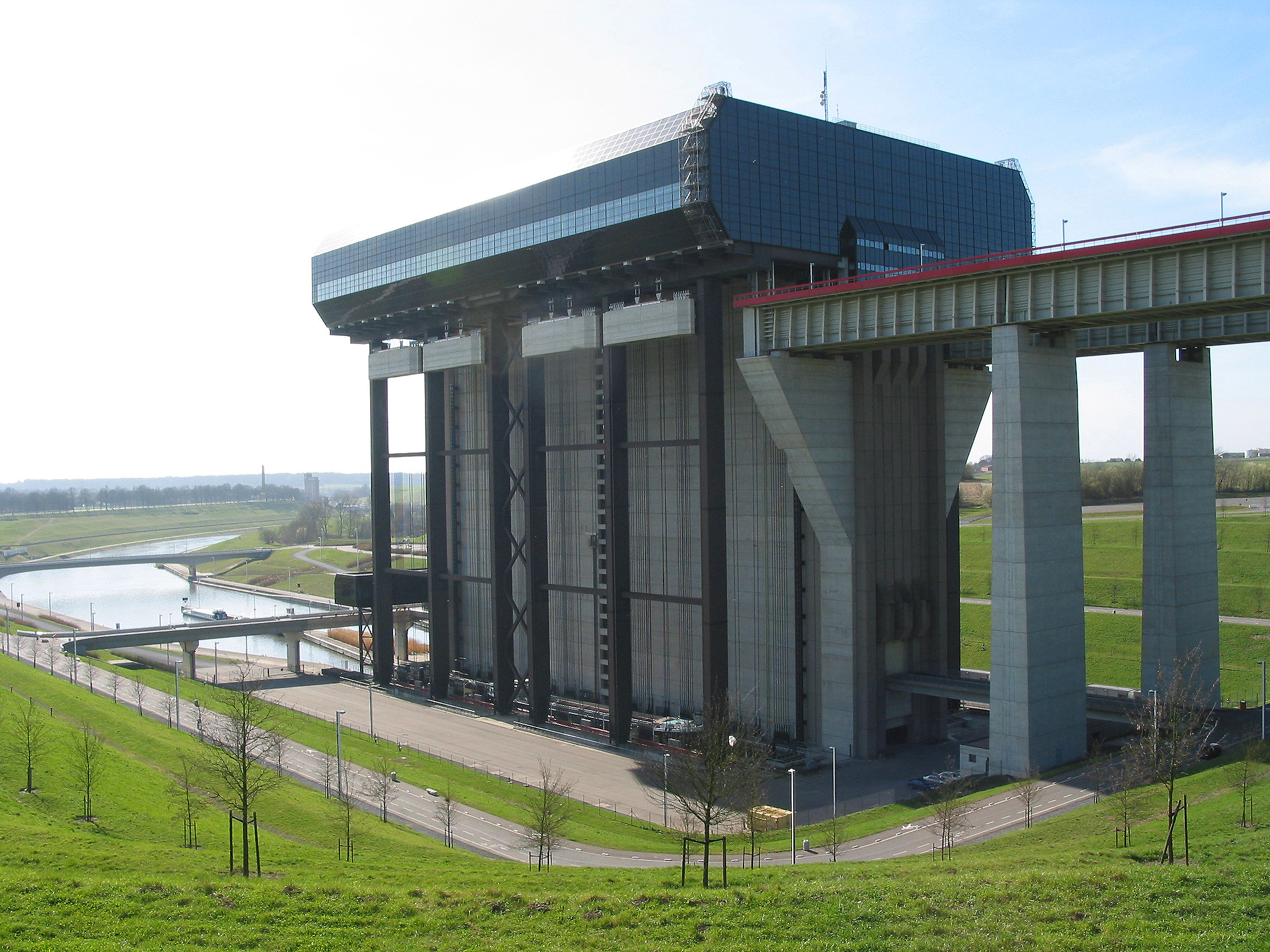
Ascensor de Strépy-Thieu.

El ascensor funicular de Strépy-Thieu (en francés: L'ascenseur funiculaire de Strépy-Thieu) está situado en el cauce del canal del Centro, cerca de Mons, en el municipio de Le Rœulx en Henao, Bélgica. Con una diferencia de altura de 73,15 metros entre los dos cauces, es el ascensor de barcos más alto del mundo hasta que se concluya la construcción del ascensor situado en la presa de las Tres Gargantas en China, que tendrá 113 metros.

## Historia

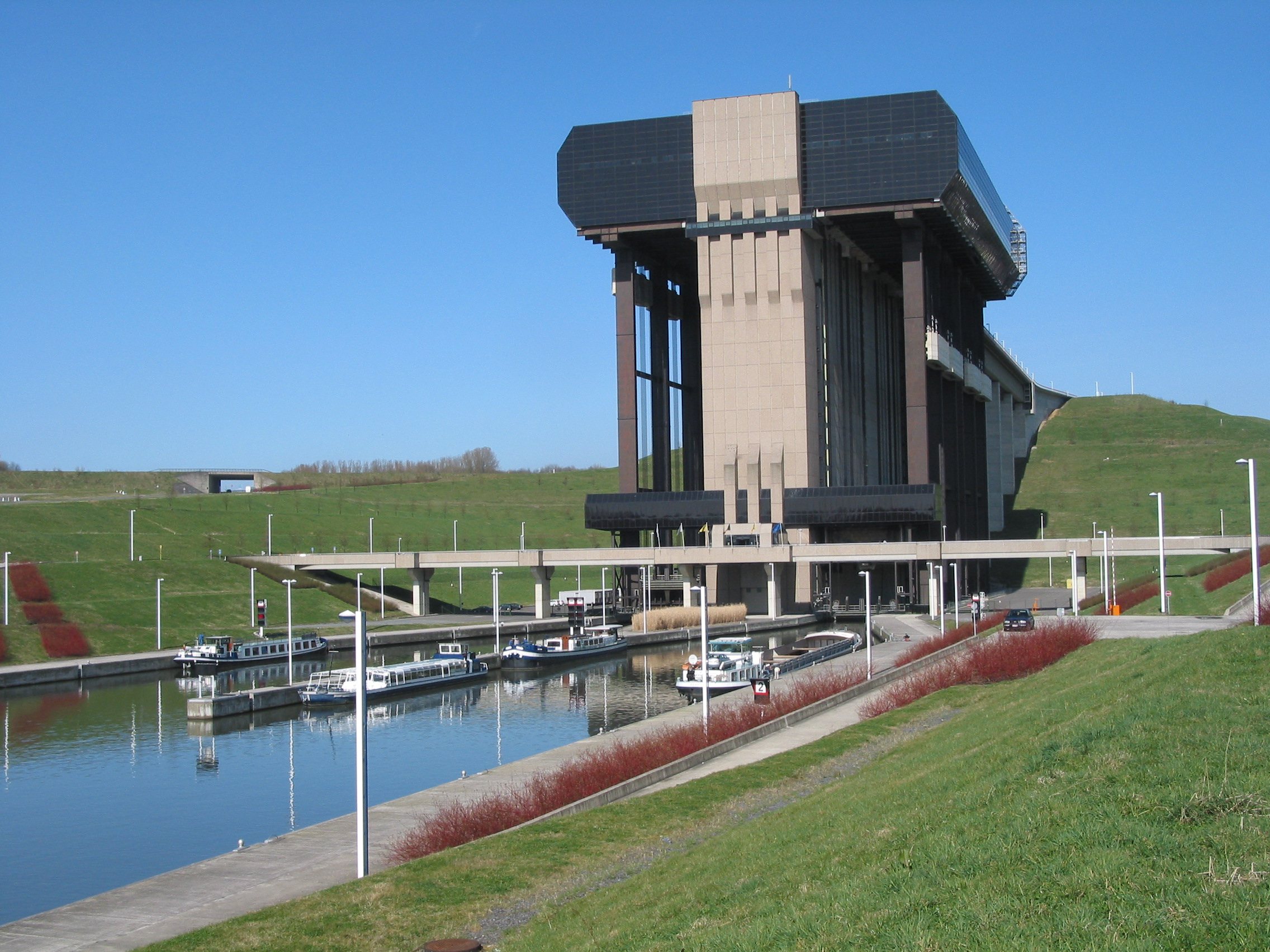
Vista alternativa.

El ascensor fue diseñado dentro del plan de modernización del Canal du Centre para reemplazar un sistema de dos esclusas y cuatro ascensores de 17 metros construidos entre los años 1888 y 1919. Las operaciones marítimas en el canal comenzaron en 1879 y las esclusas ascensores construidos se adecuaban a la norma de 300 toneladas de las gabarras, pero en 1960 el estándar era de 1350 toneladas. 
La construcción del funicular se inició en 1982 y no se terminó hasta el año 2002, con un coste estimado de 160 millones de euros (6400 millones de francos belgas). Una vez operativo, permitió un incremento de tráfico de 256 000 toneladas en 2001 a 2295 000 toneladas en 2006, es decir, se multiplicó por nueve.
Los cuatro ascensores antiguos situados en el canal anterior todavía están en uso, pero solo para el tráfico de recreo.